# Анахарсид
Анахарсид или Анахарсис (грч. Ἀνάχαρσις) је био скитски филозоф, кога осим Плутарха, помињу и други извори.
Херодот говори да је прошао многе земље, нарочито хеленске, образовао се и, после повратка у скитску земљу, када је хтео да код куће уведе хеленске обичаје, устрелио га је краљ Саулије, јер се Скити освећују онима који уводе туђе обичаје. Платон га помиње заједно с Талесом из Милета као човека који се одликује успешним домишљањем за вештине или за друге какве радове. Цицерон га приказује као честита човека, који није грамзив на новац. Страбон га представља као узор простоте и праведности, као дете неискварена и проста народа.
Најопширније говори о њему Диоген Лаерћанин: „Скит Анахарсид био је син Гнура и брат скитском краљу Кандуиди, a од мајке Хеленке. Зато је и знао два језика. Он је испевао осам стотина стихова о скитским и хеленским обичајима који се тичу проста живота и ратовања. Својом искреношћу у говору он је дао и повод за пословицу којом се обележава искреност у говору, те се каже „скитски начин изражавања“. Сосикрат каже да је он дошао у Атину у време четрдесет и седме олимпијаде (тј. 592-589. п. н. е.) за Еукратова архонтата... После неког времена врати се у Скитију и кад се чинило да, понесен хеленским обичајима, укида обичаје своје отаџбине, устрели га брат у лову. Умирући рече да се својом образованошћу из Хеладе срећно вратио кући, a погибе, ево, од зависти у властитој отаџбини. Неки тврде да је убијен кад је вршио жртву по начину хеленских мистерија... Кад га је један Атичанин прекоревао да је из Скитије, одговорио му је: „Мени је отаџбина на срамоту, a ти отаџбини." Лукијан из Самосате у Комагени у свом дијалошком, a иначе озбиљном спису Анахарсид црта необичан утисак што га осећа примитиван човек из Скитије, гледајући хеленске обичаје. У српском преводу: Лукијан, Одабрани разговори, превео и објашњења додао Милош Н. Ђурић, изд. Културе, Београд (1957). стр. 51-80. Анахарсидов пут у Хеладу ради упознавања хеленске културе дао је повода за познато Еартелемијево дело Voyage du jeune Anacharsis en Grece, Париз 1788, које је изишло у српском преводу: Путовање младог Анахарсиса по Грецији..., с француског на немачки, и с овог на српски језик преведено Софронијем Ивачковићем, Нови Сад 1851, част I-VII. (Милош Н. Ђурић)

## Анахарсид у Атини и његови разговори са Солоном
Нарочито пишу о Анахарсидову и Талетову састанку са Солоном, као и о разговорима што их је Солон водио с њима.
Кад је Анахарсид стигао у Атину и ту, кажу, дошао пред Солонову кућу, куцао је на врата и, кад су му била отворена, стане говорити да је у Атину дошао као странац и да жели са Солоном склопити пријатељство. Солон му одговори: „Боље је своја пријатељства склапати код куће!" „Добро, - продужи Анахарсид, - ти си баш код куће, и зато се са мном спријатељи и склопи главно пријатељство!"
Солон се задивио оштроумности овога човека, те га љубазно прими и задржи код себе неко време, кад се већ бавио државним пословима и израђивао нове законе. Кад је Анахарсид то чуо, стане се смејати Солону што се толико труди и што мисли да ће словима зауставити неправичност и грамзивост грађана. „Таква слова“, рече он, „ни у чему се не разликују од паукове мреже; она ће, истина, као мрежа, задржати само слабе и мале који се ухвате, али моћни и богати раздераће их!" На то му Солон одговори да људи чувају и уговоре, којих повреда ниједном од уговорника не доноси користи, а он законе прилагођује грађанском животу, тако да ће одмах свако увидети колико је боље поступати по законима неголи их газити. Али, нажалост, предвиђања Анахарсидова више су се обистинила неголи Солонова надања.
»Пошто је присуствовао једној народној скупштини, Анахарсид је изјавио ово: „Чудим се што у Хелена мудраци само држе говоре, а одлуке доносе прости људи!"« (Плутарх)
»Скити нарочито избегавају да се служе туђим обичајима, а осећају одвратност према обичајима других народа, а нарочито према хеленским, као што нам сведочи случај Анахарсида и, касније, случај Скилеја. Анахарсид је пропутовао многе земље и на том путу показао велику мудрост. На повратку у Скитију, пловећи кроз Хелеспонт, сврати он на Кизик и затекне Кизичане где одржавају величанствене свечаности у част Мајке богова. Ту се он заветује Мајци богова Да ће јој, ако жив и здрав стигне кући, принети исту онакву жртву какву је видео да су јој Кизичани принели и да ће јој приредити бденије. Кад је стигао у Скитију, оде он у такозвану Хилеју (ова област налази се поред »Ахиловог тркалишта« и сва је густо обрасла разноврсним дрвећем) и ту приреди целу свечаност у част ове богиње, а за време те свечаности прикачио је на своје одело разне кипове и удараше у добош. И неки га Скит види кад је то радио, те оде и јави краљу Саулију. Овај дође лично и кад се уверио да Анахарсид заиста то чини, одапне стрелу и убије га. Па још и сада ако неко спомене Анахарсида, Скити кажу да неће да знају за њега, зато што је путовао у Хеладу и тамо примио туђе обичаје. А ја сам чуо од Тимнеја, Аријапитова намесника, да је он био стриц скитског краља Идантирса и син Гнура, унук Лика и праунук Спаргапитов. Ако је Анахарсид, заиста, био из те породице, онда га је убио његов рођени брат, јер је Идантирс био син Саулија, а Саулије је баш убио Анахарсида.
Али ја сам од Пелопонежана чуо и једну другу причу, наиме, да је скитски краљ послао Анахарсида у Хеладу и да је он тамо ишао у школу, па кад се вратио, кући, рекао је краљу да су сви Хелени јако заузети мудрошћу, и да се једино са Спартанцима може паметно разговарати. Ово су, додуше, измислили у шали сами Хелени. И овај човек је, како сам већ раније споменуо, главом платио. То га је снашло због тога што је примио туђе обичаје и што се дружио са Хеленима.«
(Херодот IV, 76-77)
Свако је себи највећи архинепријатељ, рекао је Анахарсид. Он је сматрао да свако треба да живи скромно ни у чему не претерујући.